# Yahya al-Dschaf

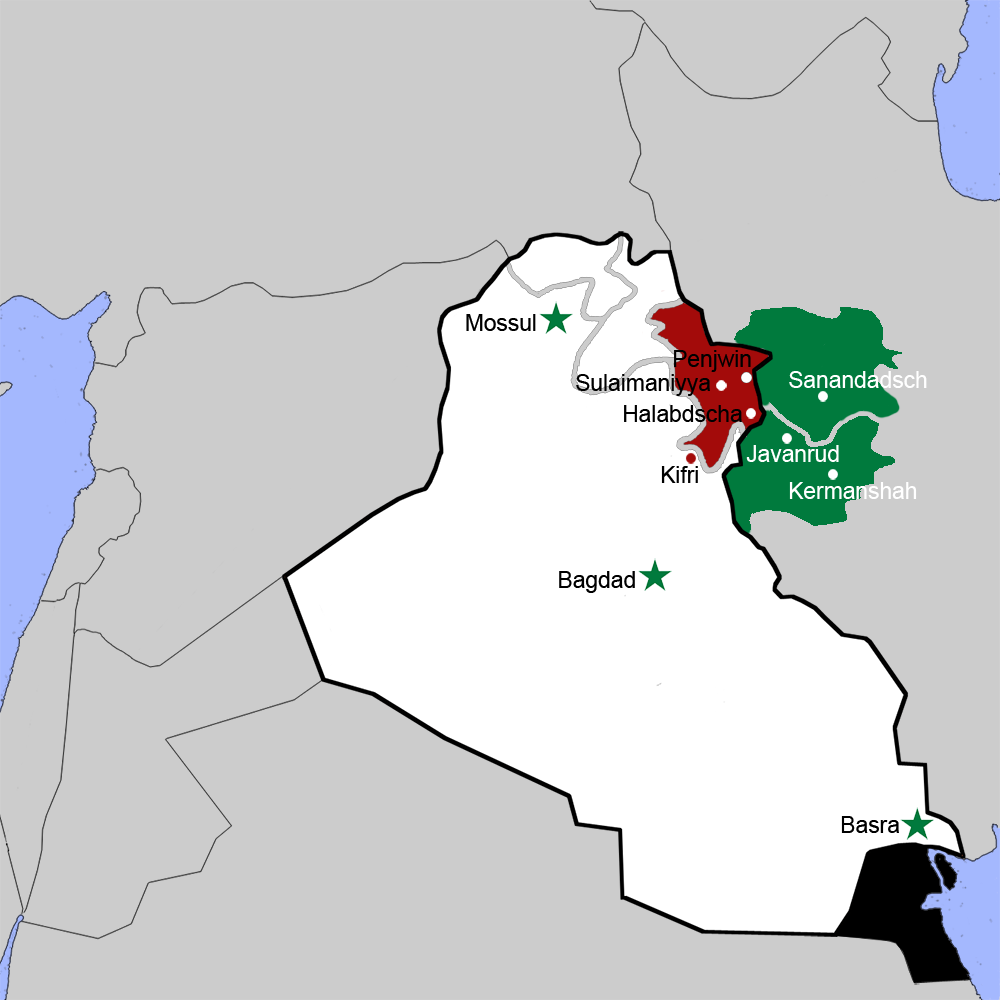
Zu Beginn von Yahyas Amtszeit hatten 1983 die mit aufständischen Kurden verbündeten Iraner die an der irakisch-iranischen Grenze gelegene Dschaf-Hochburg Penjwin angegriffen. Die Region blieb bis 1986 umkämpft.

Yahya Muhammad Raschid al-Dschaf (al-Jaf) ist ein ehemaliger kurdischer Politiker im Irak.
In der 1974 von der irakischen Regierung eingerichteten Kurdischen Autonomen Region wurde al-Dschaf zunächst stellvertretender Gouverneur, dann Gouverneur von Dohuk, danach Gouverneur von Arbil. Während des Irakisch-Iranischen Krieges war er als Nachfolger von Dschamal al-Hadsch Sharif von 1983 bis 1986 Vorsitzender des Exekutivrats (Chef der Regionalregierung) der autonomen Region, ehe er den Vorsitz an Sirwan Abdullah Hussein abgeben musste. Nach einer Funktion im Gouvernement Wasit ging er 1991 in den Ruhestand.
Nach dem Sturz des Baath-Regimes durch die US-Invasion 2003 floh al-Dschaf nach Syrien, von wo aus er weiterhin Kontakte zu Baathisten im Irak unterhielt, sich aber für eine Teilnahme am Demokratisierungsprozess im Irak aussprach. Zurück im Irak wollte er für die Irakische Nationalallianz bei den Parlamentswahlen im März 2010 kandidieren, wurde jedoch wegen seiner baathistischen Vergangenheit ausgeschlossen. Im Juni 2010 unterstützte er in Damaskus Bemühungen, ein Bündnis von ehemaligen Baathisten und ehemals antibaathistischen Schiiten gegen Iraks schiitischen Premierminister Nuri al-Maliki zusammenzubringen.

## Weblink
- Defense Technical Information Center: Near East/South Asia Report, Seite 65ff (Interview mit Yahya al-Jaf vom 31. Oktober 1985 über wirtschaftliche und kulturelle Entwicklung in Irakisch-Kurdistan)

## Anmerkung
1. ↑  Die Dschaf bzw. Jaf (Jaff) sind ein kurdischer Stamm in den Gouvernements Sulaimaniya und Halabdscha.